# Fabio Melilli
Pour les articles homonymes, voir Melilli (homonymie).
Fabio Melilli (Poggio Moiano, 4 avril 1958) est un homme politique italien et député du groupe Parti démocrate à la Chambre des députés.

## Biographie
Il est maire de Poggio Moiano entre le 23 avril 1995 et le 13 juin 1999.
Il est président de l'Union de provinces italiennes entre le 16 novembre 2004 et le 11 février 2008. 
Il est président de la province de Rieti entre le 27 juin 2004 et le 9 octobre 2012.
En 2013, il est élu député de la circonscription Lazio 2 durant la XVIIe législature de la République italienne pour le Parti démocrate.